# Collectanea Mathematica
Collectanea Mathematica és una revista  matemàtica de l'Institut de Matemàtica de la Universitat de Barcelona (IMUB), editada per  Springer des de 2011, amb una periodicitat de tres números per any. Publica articles d'investigació originals de gran qualitat en tots els camps de les matemàtiques pures i aplicades.

## Història
Collectanea Mathematica es va fundar en 1948 per  José M. Orts (és la revista de matemàtiques més antiga d'Espanya). De la mà d'importants matemàtics de Catalunya, com  Ferran Sunyer Balaguer, i eminents col·laboradors internacionals (Wilhelm Blaschke, Hugo Hadwiger, Gaston Julia o Ernst Witt), la revista va aconseguir un paper destacat entre les publicacions científiques espanyoles, sota la direcció d'Enrique Linés (1969-1971), que va ser president de la Reial Societat Matemàtica Espanyola, i sobretot amb  Josep Teixidor (1971-1986), president de la Societat Catalana de Ciències Físiques, Químiques i Matemàtiques (1968-1973). Durant el període 1987-2007, sent Joan Cerdà l'Editor Principal, la revista va realitzar una sèrie de canvis que van millorar encara més el seu nivell científic. L'any 2003, l'Institut de Matemàtica de la Universitat de Barcelona, que havia estat recentment creat, es va fer càrrec de la seva publicació, la qual cosa va dotar a Collectanea Mathematica d'una major estabilitat econòmica i un millor potencial científic. Com a resultat d'aquestes mesures, Collectanea Mathematica va començar a ser avaluada el 2005 pel Journal Citation Reports (JCR), obtenint el seu primer factor d'impacte a JCR el 2007. L'any 2008 Rosa Maria Miró Roig es va convertir en Editora Principal. En aquest període la revista va canviar la seva política editorial i des de 2011 és publicada per Springer. Tota la col·lecció anterior, des del primer número (1948) fins al número 3 del volum 61 de 2010 (inclòs), es pot consultar en accés obert a RACO. En la classificació de 2018 del Journal Citation Reports, la revista va aconseguir situar-se al primer quartil de la seva categoria, tot i que en anys posteriors (2021-2022) va baixar fins al segon. Des de 2021 l'Editor Principal és Carlos D'Andrea.

## Editors
Editor Principal: Carlos D'Andrea. Editors: Núria Faella, Jordi Pau i Xavier Ros-Oton. Editors associats: Luis A. Caffarelli, Wojciech Chachólski, Loukas Grafakos, Srikanth B. Iyengar, Rafael de la Llave,pl, Andrei Moroianu, Alexander Nagel, Ivan Nourdin, Margherita Porcelli, Frank-Olaf Schreyer, Kristian Seip, Leonardo Silva de Lima, Brett D. Wick i Enrique Zuazua.

## Ressenyes i indexació
Collectanea Mathematica és ressenyada a Current Contents (Physical Chemical and Earth Sciences), ISI Web of Science, MathSciNet, Zentralblatt MATH, Scopus i Google Scholar.